# Courier 1B
Courier 1B (pol. kurier, posłaniec) – amerykański wojskowy satelita technologiczny. Pierwszy aktywny satelita telekomunikacyjny. Courier 1B odbierał i retransmitował dane i nagrania głosowe. Powstał jako kontynuacja projektu związanego z satelitą SCORE. Statek przestał funkcjonować na skutek awarii elektronicznej. Przestał akceptować komendy z Ziemi. Satelita pozostaje na orbicie, której żywotność jest szacowana na 1000 lat.

## Nieudana próba
Litera B w nazwie satelity oznacza, że udało się go wynieść dopiero za drugim razem. Pierwsza próba, ze statkiem oznaczonym jako Courier 1A (ważył 225 kg), zakończyła się katastrofą rakiety. Start odbył się 18 sierpnia 1960 o godz. 19:58, również rakietą Thor Able Star. Rakieta eksplodowała jednak w 150 sekundzie lotu. W indeksie COSPAR oznaczono to niepowodzenie kodem 1960-F10.

## Opis misji
Satelita został zaproponowany przez US Army Signal Corps we wrześniu 1958.
Courier odbierał i retransmitował dane, do 100 000 słów na minutę, i nagrania głosowe. Dokonał jednej z pierwszych wielkokanałowych połączeń dwukierunkowych. Zaraz po osiągnięciu orbity, satelita odebrał z Fort Monmouth wiadomość nagraną wcześniej przez prezydenta USA Eisenhowera. Gdy Courier 1B przechodził nad Portoryko, baza wojskowa w Salinas wydała satelicie komendę odtworzenia tejże wiadomości. Odebraną wiadomość przekazano z Portoryko konwencjonalną drogą radiową do Nowego Jorku, do Fredericka Bolanda, przewodniczącego zgromadzenia ogólnego ONZ.
Po wykonaniu tego pokazowego zadania, satelita testował łączność między bazami w Fort Monmouth i Salinas. US Army Signal Corps zapisywała na satelicie setki tysięcy słów wiadomości, w tym treść Konstytucji USA. W jednej z 14 minutowych sesji statek przyjął 773 693 słów Biblii króla Jakuba.
Statek przestał funkcjonować na skutek awarii. Prawdopodobnie desynchronizacji uległ zegar, którego sprawne działanie potrzebne było do generowania kodów wymaganych do akceptacji rozkazów z Ziemi. Satelita przestał odpowiadać, bo rozpoznawał nadchodzące polecenia jako nieautoryzowane. W ciągu całej misji Courier 1B przesłał około 50 mln słów tekstu.

## Budowa i działanie
Zleceniodawcą budowy satelity było amerykańskie ministerstwo obrony, a wykonawcą Western Development Labs, część firmy Philco Corporation, wcześniej znanej jako Fort Monmouth Laboratories, a teraz stanowiące część Space Systems/Loral – oddziału firmy Loral Space & Communications.
Statek miał kształt kuli o średnicy 1,3 m. Jego powierzchnię pokrywało 19 152 (około 80% powierzchni kuli satelity) ogniw słonecznych, wytwarzających 52 W energii, zasilających akumulatory NiCd. Courier 1B wyposażony został w 5 urządzeń magnetofonowych: cztery dla tekstów pisanych, jeden dla mówionych. Zdolność przyjmowania zapisów wynosiła 74 000 słów na minutę. Dla uniknięcia zakłóceń wywołanych przez burze magnetyczne i sygnały zwykłej łączności wybrano zakres częstotliwości 2000 megaherców i szerokość pasma 50 kiloherców. Aparatura elektroniczna o masie 136 kg spełniała rolę 20 kanałów dalekopisów i 4 kanałów telefonicznych. Dwie stacje Fort Monmouth (New Jersey) i Ponce (Portoryko) odległe od siebie o 2500 km, przy każdym okrążeniu Ziemi nawiązywały 5-minutowy kontakt z satelitą, odbierając każdorazowo 340 000 słów, względnie znaków szyfrowych.